# 潘晓婷
潘晓婷（1982年2月25日—），山东济宁人，中国台球花式九球打法女选手，2007年世界女子花式撞球錦標賽冠軍，於2008年排名世界第三，被誉为“九球天后”。

## 簡歷
潘晓婷之父為一名台球爱好者，於1997年底，她开始跟隨父亲练习斯诺克，於半年之后一次偶然的机会，潘晓婷之父為她报名参加於1998年5月举行的全国女子九球公开赛，从未练習过9號球的潘晓婷获得冠军，此后她成為一位九球打法职业选手。外型亮眼的她對於中國的女子花式撞球發展有極大之貢獻。
2016年4月份中晉投資公司被揭發是巨型龐氏詐騙老鼠會，受害人2萬5千多人，吸金390億人民幣以上，該公司由潘晓婷做為明星代言，不少人稱是信任潘晓婷才被騙到傾家蕩產。

## 軼事
2013年安麗益之源盃，3月15日的賽事，潘曉婷於24強小組賽對陣台灣選手賴慧珊，在搶七局為獲勝的前提下，潘晓婷原先以1比5大幅落後，但後面幾局開始窮追猛趕至6比6和，正當潘欲處理尾局的6號球時，她俯身在球桌上準備進行推杆，然而在俯身的過程中胸部略擦9號球而遭裁判宣判為犯規，潘雖對此表達異議，然而裁判群透過會場的攝影鏡頭檢視之後發現確有此事，而非純粹攝影角度的問題，此判決出爐，直接將這場比賽的勝利拱手讓給了賴慧珊，但潘曉婷仍以分組第一之姿晉級16強。此事透過新聞媒體傳開後，震驚大江南北及國際撞壇。

## 比賽成績
- 2002年，球王杯男女混合赛亚洲区冠军
- 2002年，第35届日本世界女子9號球公开赛冠军
- 2003年，印尼雅加达女子第12届亚洲杯冠军
- 2004年，奥地利女子世界杯季軍
- 2005年，第38届日本世界女子9號球公开赛冠军
- 2006年，多哈亚运会女子8號球铜牌
- 2007年，卡罗莱纳女子9號球经典赛亚军
- 2007年，安麗盃世界女子花式撞球錦標賽冠軍[5]
- 2007年，大湖[哪個／哪些？]经典赛冠军
- 2007年，WPA世界女子花式撞球錦標賽冠軍
- 2008年，第41屆全日本撞球錦標賽冠軍
- 2009年，安麗盃世界女子花式撞球公開賽24強止步
- 2010年，安麗盃世界女子花式撞球公開賽16強止步
- 2010年，第16屆廣州亞運女子花式9號球金牌
- 2011年，安麗盃世界女子花式撞球公開賽8強止步
- 2011年，CBSA鄂爾多斯國際公開賽女子組冠軍
- 2012年，安麗盃世界女子花式撞球公開賽季軍
- 2012年, CBSA美式9球美途国旅杯房山国际公开赛冠軍
- 2013年，安麗盃世界女子花式撞球公開賽8強止步
- 2013年，WPA年度排名世界第十一
- 2014年，安麗盃世界女子花式撞球公開賽16強止步
- 2014年，WPA年度排名世界第九
- 2015年，安麗盃世界女子花式撞球錦標賽8強止步
- 2015年，桂林國奧集團世界女子九球錦標賽8強止步
- 2015年，WPA年度排名世界第十四
- 2016女子九球世錦賽32強
- 2017年，安麗盃世界女子花式撞球錦標賽亞軍
- 2017年世界九球中國公開賽第五名
- 2017年女子九球世錦賽亞軍
- 2018年安麗盃世界女子花式撞球錦標賽16強止步

## 影視作品
- 2008年，客串演出電影「精舞門」。[6]
- 2012年，與中國羽毛球名将鲍春来合唱一首奥运歌曲《有梦》。[7]
- 2012年，录制公益环保歌曲《看见》。[8]
- 2013年，首支个人单曲《冬天》發行。[9]
- 2013年，客串出演电影《逆轉勝》。[10]
- 2014年，《与星共舞中国版》參賽者
- 2015年，客串出演《极品女士第四季》
- 2016年，參與錄製江蘇衛視 非凡搭檔[11][12]
- 2019年，客串出演《飞驰人生》[13]